# Abtei St-Winoc

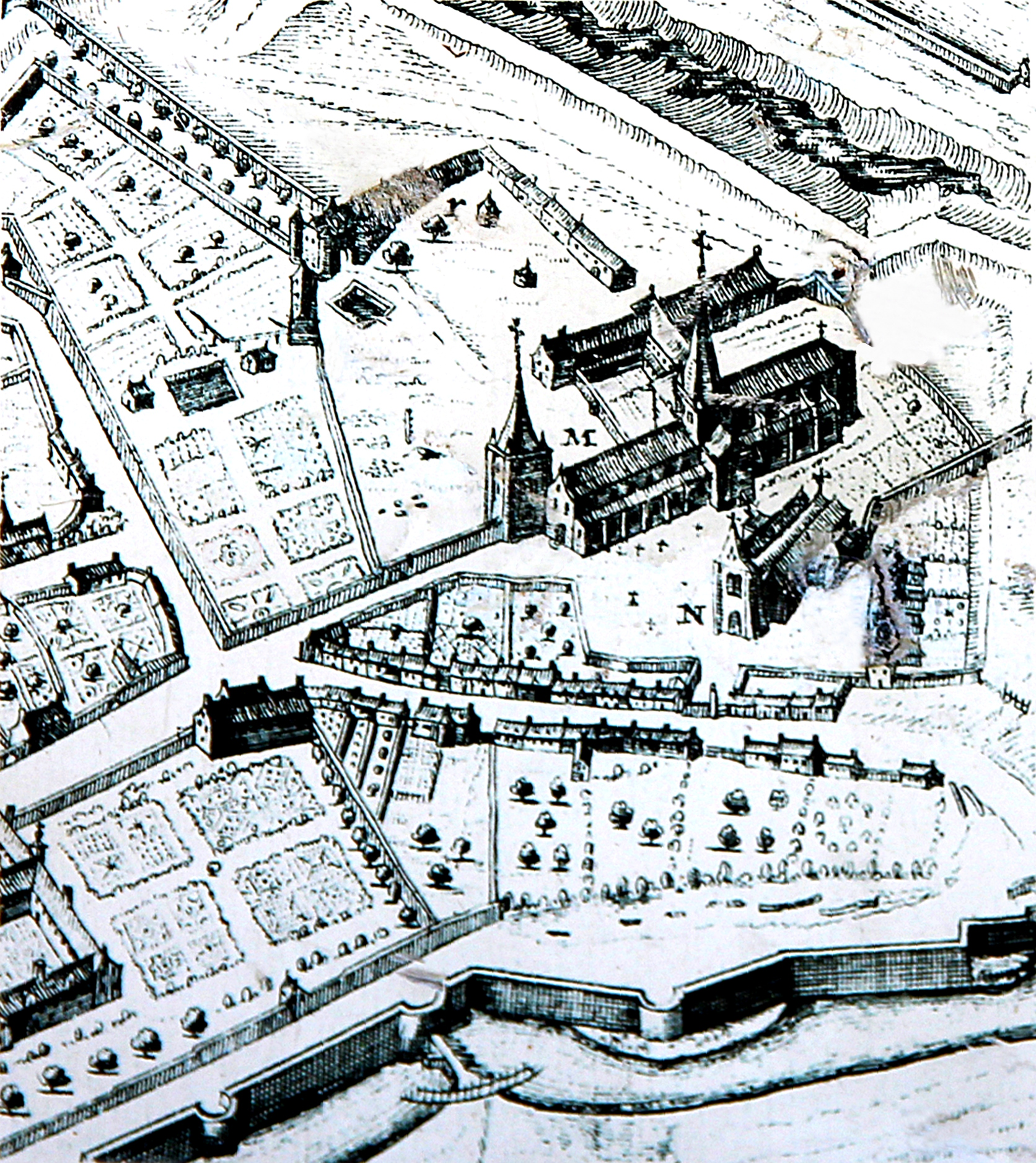
Stich der alten Abtei Saint-Winoc de Bergues (um 1635)

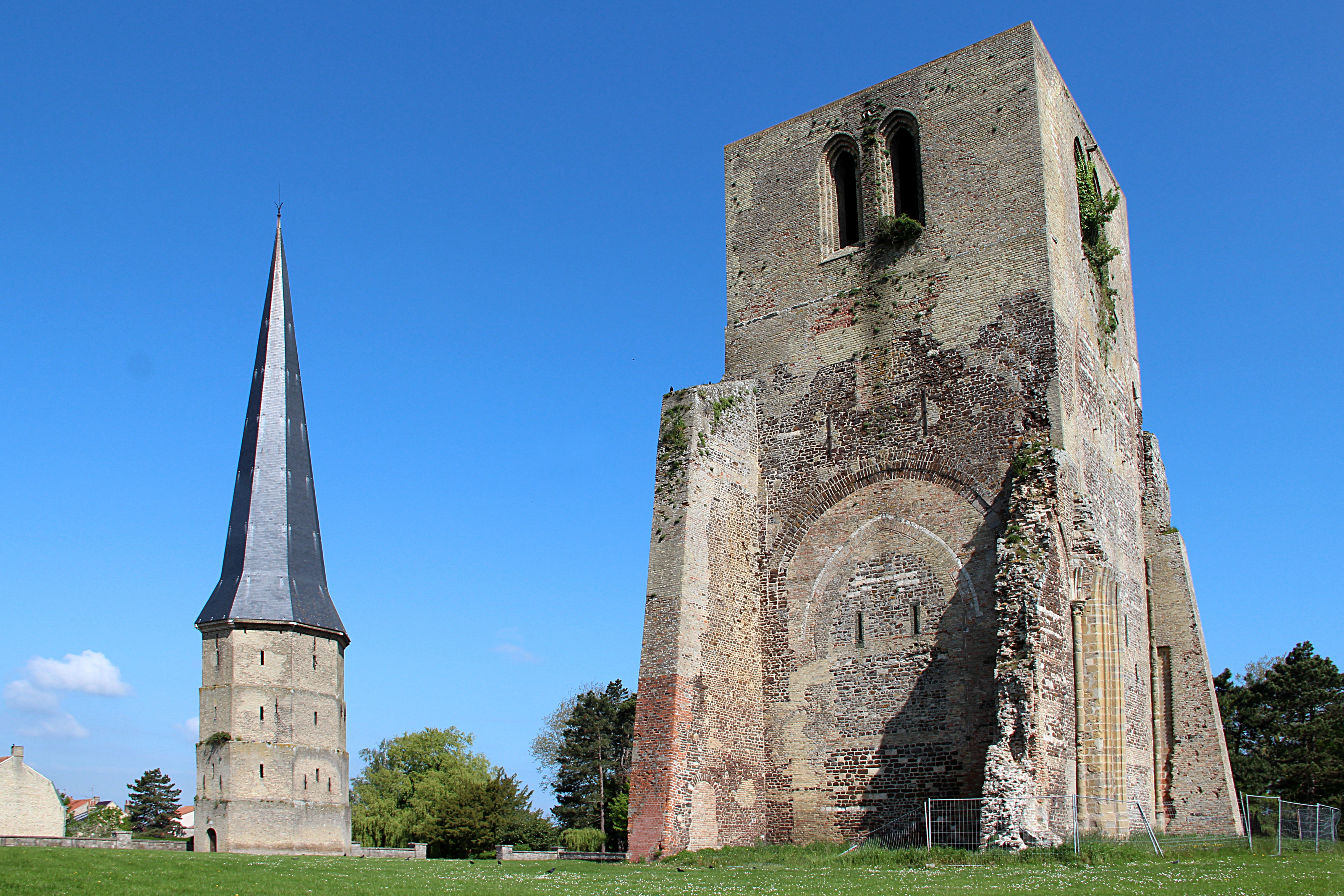
Der Vierungsturm der Abteikirche sowie der achteckige Turm

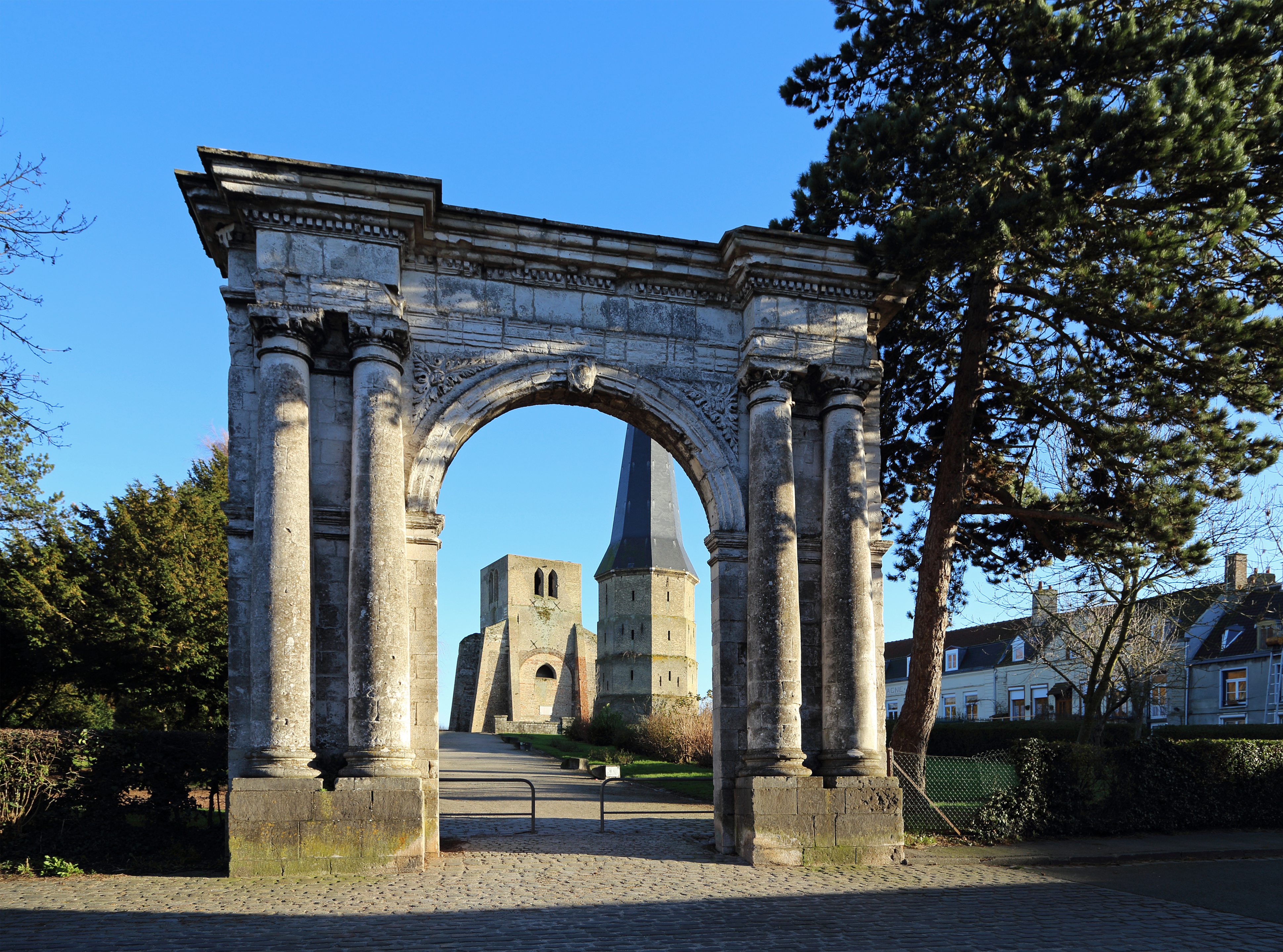
Das klassizistische Portal

Die Abtei St-Winoc ist die Ruine einer ehemaligen Benediktinerabtei in der französischen Gemeinde Bergues im Département Nord in der Region Hauts-de-France. Im Jahr 1926 wurden der ehemalige Vierungsturm und das klassizistische Portal, 1946 der freistehende achteckige Kirchturm als Monument historique in die Liste der Baudenkmäler in Frankreich unter der gemeinsamen Nummer PA00107366  aufgenommen.

## Geschichte
Durch den heiligen Winoc (auch: Winnoc) wurde zunächst 685 eine Benediktinerabtei in Wormhout gegründet, die durch die Normannen zerstört wurde. Im Jahr 1022 wurde das Kloster durch Balduin IV. nach Bergues auf die Anhöhe Le Groenberg umgesiedelt. Die Klostergebäude wurden 1083 durch Brand zerstört. Die Konsekration der neuen Abteikirche erfolgte 1133. 1288 wurde mit dem Bau eines größeren Chorraums begonnen, der im 14. Jahrhundert fertiggestellt wurde. Durch einen Stadtbrand 1588 wurde auch das Kloster in Mitleidenschaft gezogen. Das Kloster wurde im Zuge der Französischen Revolution aufgehoben und die Gebäude in der Folge 1798 zum größten Teil abgebrochen. 
Zentraler Teil der erhaltenen Ruinen ist der wuchtige Vierungsturm der früheren Abteikirche St-Winoc aus dem 12. Jahrhundert. Freistend daneben findet sich der Turm, der 1812 eingestürzt war und 1815 auf achteckigem Grundriss rekonstruiert wurde. Das klassizistische Portal, um 1770 entstanden, wurde 1815 auf seinen heutigen Platz umgesetzt.